# 极值定理

闭区间上的连续函数，其最大值为红色点，最小值为蓝色点。

在微积分中，极值定理（或最值定理:84）说明如果实函数{\displaystyle f}在闭区间{\displaystyle [a,b]}上是连续函数，则它一定取得最大值和最小值，至少一次。也就是说，存在{\displaystyle [a,b]}内的{\displaystyle c}和{\displaystyle d}，使得：
{\displaystyle f(c)\geq f(x)\geq f(d)}对于所有{\displaystyle x\in [a,b]}。
一个相关的定理是有界性定理，它说明闭区间{\displaystyle [a,b]}内的连续函数{\displaystyle f}在该区间上有界。也就是说，存在实数{\displaystyle m}和{\displaystyle M}，使得：
{\displaystyle m\leq f(x)\leq M}对于所有{\displaystyle x\in [a,b]}。
极值定理强化了有界性定理，它表明函数不仅是有界的，而且它的最小上界就是最大值，最大下界就是最小值。

## 定理的证明
我们来证明{\displaystyle f}的上界和存在最大值。把这个结果应用于函数{\displaystyle -f}，也可推出{\displaystyle f}的下界和存在最小值。
我们首先证明有界性定理，它是证明极值定理中的一个步骤。

### 有界性定理的证明
假设函数{\displaystyle f}在区间{\displaystyle [a,b]}内連續且没有上界，那么对于每一个自然数{\displaystyle n}，都存在{\displaystyle [a,b]}内的一个{\displaystyle x_{n}}，使得{\displaystyle f(x_{n})>n}（任定的，總之條件為真即可）。这便定义了一个序列{\displaystyle \{x_{n}\}}。
由于{\displaystyle [a,b]}是有界的，根据波尔查诺-魏尔施特拉斯定理，可推出存在{\displaystyle \{x_{n}\}}的一个收敛的子序列{\displaystyle \{x_{n_{k}}\}}。把它的极限记为{\displaystyle x}。由于{\displaystyle [a,b]}是闭区间，它一定含有{\displaystyle x}。因为{\displaystyle f}在{\displaystyle x}处连续，我们知道{\displaystyle \{f(x_{n_{k}})\}}收敛于实数{\displaystyle f(x)}。
但对于所有的{\displaystyle k}，都有{\displaystyle f(x_{n_{k}})>n_{k}\geq k}，这意味着{\displaystyle \{f(x_{n_{k}})\}}发散于无穷大。
前者描述為收斂，後者描述為無窮大，得出矛盾。因此，{\displaystyle f}在{\displaystyle [a,b]}内有上界。同理{\displaystyle f}在{\displaystyle [a,b]}内有下界。证毕。

### 极值定理的证明1
基本步骤为：
1. 寻找一个序列，它的像收敛于{\displaystyle f}的最小上界。
2. 证明存在一个子序列，它收敛于定义域内的一个点。
3. 用连续性来证明子序列的像收敛于最小上界。

我们现在证明函数{\displaystyle f}在区间{\displaystyle [a,b]}内有最大值。根据有界性定理，{\displaystyle f}有上界，因此，根据实数的戴德金完备性，{\displaystyle f}的最小上界{\displaystyle M}存在。我们需要寻找{\displaystyle [a,b]}内的一个{\displaystyle d}，使得{\displaystyle M=f(d)}。设{\displaystyle n}为一个自然数。由于{\displaystyle M}是最小上界，{\displaystyle M-{\frac {1}{n}}}就不是{\displaystyle f}的上界。因此，存在{\displaystyle [a,b]}内的{\displaystyle d_{n}}，使得{\displaystyle M-{\frac {1}{n}}<f(d_{n})}。这便定义了一个序列{\displaystyle \{d_{n}\}}。由于{\displaystyle M}是{\displaystyle f}的一个上界，即便是对于所有的{\displaystyle n}，我们仍有{\displaystyle M-{\frac {1}{n}}<f(d_{n})\leq M}。因此，序列{\displaystyle \{f(d_{n})\}}收敛于M。
根据波尔查诺-魏尔施特拉斯定理，可知存在一个子序列{\displaystyle \{d_{n_{k}}\}}，它收敛于某个{\displaystyle d}，且由于{\displaystyle [a,b]}是闭区间，{\displaystyle d\in [a,b]}。因为{\displaystyle f}在{\displaystyle d}处连续，所以序列{\displaystyle \{f(d_{n_{k}})\}}收敛于{\displaystyle f(d)}。但{\displaystyle \{f(d_{n_{k}})\}}是{\displaystyle \{f(d_{n})\}}的一个子序列，收敛于{\displaystyle M}，因此{\displaystyle M=f(d)}。所以，{\displaystyle f}在{\displaystyle d}处取得最小上界{\displaystyle M}。证毕。

### 极值定理的证明2
设{\displaystyle M}是{\displaystyle f}在区间{\displaystyle [a,b]}上的最小上界，我们要证明存在{\displaystyle d\in [a,b]}使得{\displaystyle f(d)=M}。我们使用反证法：如若不然，对任意 {\displaystyle x\in [a,b]}，{\displaystyle f(x)\neq M}，所以，对任意的{\displaystyle x\in [a,b]}，{\displaystyle f(x)<M}。我们考虑正值的函数
{\displaystyle g(x)={\frac {1}{M-f(x)}}.}
因为分母不是零，这个函数是良定义的，并且是连续的。然而，由于{\displaystyle M}是{\displaystyle f(x)}的最小上界，所以存在 {\displaystyle x\in [a,b]}，使得{\displaystyle f(x)}可以无限地接近{\displaystyle M}，从而{\displaystyle g(x)}是无界的。这和有界性定理矛盾。证毕。
注: 上面构造函数{\displaystyle g(x)}来证明最大值能在某个{\displaystyle d}取到的方法也在代数基本定理的基于Liouville定理的证明中出现。

## 例子
以下的例子说明了为什么函数的定义域需要是闭的和有界的。
1. 定义在{\displaystyle [0,\infty )}的函数{\displaystyle f(x)=x}没有上界。
2. 定义在{\displaystyle [0,\infty )}的函数{\displaystyle f(x)={\frac {x}{1+x}}}有界，但不取得最小上界1。
3. 定义在{\displaystyle (0,1]}的函数{\displaystyle f(x)={\frac {1}{x}}}没有上界。
4. 定义在{\displaystyle (0,1]}的函数{\displaystyle f(x)=1-x}有界，但不取得最小上界1。

## 推广到半连续函数
如果把{\displaystyle f}的连续性减弱为半连续，则有界性定理和极值定理的对应的一半仍然成立，且扩展的实数轴上的值{\displaystyle -\infty }和{\displaystyle +\infty }也可以允许为可能的值。更加精确地：
定理：如果函数{\displaystyle f:[a,b]\rightarrow [-\infty ,\infty )}是上半连续的，也就是说，对于{\displaystyle [a,b]}内的所有{\displaystyle x}，都有：
{\displaystyle \limsup _{y\to x}f(y)\leq f(x)}，
那么{\displaystyle f}有上界，且取得最小上界。
证明：如果对于{\displaystyle [a,b]}内的所有{\displaystyle x}，都有{\displaystyle f(x)=-\infty }，那么最小上界也是{\displaystyle -\infty }，于是定理成立。在任何其它情况下，只需把上面的证明稍加修改便可。在有界性定理的证明中，{\displaystyle f}在{\displaystyle x}处的半连续性只意味着子序列{\displaystyle \{f(x_{n_{k}})\}}的上极限有上界{\displaystyle f(x)<\infty }，但这已足以得到矛盾。在极值定理的证明中，{\displaystyle f}在{\displaystyle d}处的半连续性意味着子序列{\displaystyle \{f(d_{n_{k}})\}}的上极限有上界{\displaystyle f(d)}，但这已足以推出{\displaystyle f(d)=M}的结论。证毕。
把这个结果应用于{\displaystyle -f}，可得：
定理：如果函数{\displaystyle f:[a,b]\rightarrow (-\infty ,\infty ]}是下半连续的，也就是说，对于{\displaystyle [a,b]}内的所有{\displaystyle x}，都有：
{\displaystyle \liminf _{y\to x}f(y)\geq f(x)}
那么{\displaystyle f}有下界，且取得最大下界。
一个实函数是上半连续且下半连续的，当且仅当它是连续的。因此，从这两个定理就可以推出有界性定理和极值定理。